# Sisi Kwa Sisi (Tunduru)
Sisi Kwa Sisi (auch Sisikwasisi) ist ein Verwaltungsbezirk (Ward) des Distrikts Tunduru in der tansanischen Region Ruvuma.

## Geografie
Sisi Kwa Sisi liegt im Süden von Tansania etwa 10 Kilometer nordöstlich der Distrikthauptstadt Tunduru. Der Bezirk grenzt im Norden an Muhuwesi, im Nordosten an Majimaji, im Osten an Ligoma, im Süden an Mchuluka und Mchangani und im Westen an Masonya. Bei der Volkszählung 2022 lebten 7109 Menschen in 2050 Haushalten auf einer Fläche von 174 Quadratkilometern.

## Gliederung
Der Bezirk besteht aus fünf Gemeinden (Mtaa) mit 28 Orten (Kitongoji):
| Sisi Kwa Sisi - Buguruni - Shuleni - Msasani - Tuleane - Kaloleni - Ukombozi - Mapinduzi | Lelolelo - Ndondwa - Leloleo - Kitalo | Cheleweni - Shuleni - Mnazimmoja - Kariakoo - Mtitima - Azimio - Mkwajuni - Jiungeni - Magomeni - Majengo - Kazamoyo - Chipole - Kaloleni | Sevuyanke - Sevuyanke - Pachani - Msikitini | Nakatete - Masimo - Nakatete - Chabora |

## Wirtschaft und Infrastruktur
- Gesundheit: In der Gemeinde Cheleweni liegt eine staatliche Apotheke.[8]
- Verkehr: Durch den Bezirk verläuft die asphaltierte Nationalstraße T6 nach Südwesten nach Tunduru und weiter nach Songea. Nach Osten führt die T6 nach Mtwara am Indischen Ozean.[9]